# イムラン・モハメド
イムラン・モハメド（Imran Mohamed、1980年12月18日 - ）は、モルディブ・マヒバドホー出身の元サッカー選手。元モルディブ代表。ポジションはGK。

## 代表歴
代表としての初出場は2000年2月15日のマレーシア戦である。
2008年の南アジアサッカー選手権でモルディブ代表は初優勝した。この大会でイムランは準決勝、決勝で好セーブをした。この事についてモルディブでの監督経験のあるスリランカ人達は、モルディブが優勝した時の国中の歓喜は彼の好セーブがその理由であるとした。
また、2012年と2014年にはAFCチャレンジカップに出場している。

## ゴール
イムランはカップ戦のヴィクトリーSC戦で自らのペナルティエリアからゴールした事がある。このゴールは115ヤード離れた地点から蹴られた。ヴィクトリーSCの監督のアリ・スザインはこのゴールはヴィクトリーSCのゴールキーパーであるファイサルのミスによって取られた得点だと発言した。

## タイトル

### クラブ
- ヴィクトリーSC :
  - ディヴェヒ・リーグ: 2005, 2006, 2009
  - モルディブFAカップ: 2009

- VBアッドゥFC :
  - ディヴェヒ・リーグ: 2010, 2011
  - モルディブFAカップ: 2011

- ニュー・ラディアントSC :
  - ディヴェヒ・リーグ: 2012, 2013, 2014
  - モルディブFAカップ: 2013

### 代表
- 南アジアサッカー選手権:
  - 優勝 2008
  - 準優勝 2003, 2009